# Theocolax radhakrishnani
Theocolax radhakrishnani är en stekelart som beskrevs av Sureshan och T.C. Narendran 2005. Theocolax radhakrishnani ingår i släktet Theocolax och familjen puppglanssteklar. Inga underarter finns listade i Catalogue of Life.